# Sport Boys Association
L'Sport Boys és un club de futbol peruà de la ciutat de Callao.

## Història
El 28 de juliol de 1927. L'uniforme original del club fou a ratlles verticals vermelles i grogues. Posteriorment adoptà el color rosat.

## Jugadors destacats
- Valeriano López
- Jorge Alcalde
- Guillermo Barbadillo
- Oswaldo Ramírez

## Palmarès
- Lliga peruana de futbol:[2]
  - 1935, 1937, 1942, 1951, 1958, 1984
- Segona divisió peruana de futbol:
  - 1989, 2009, 2017